# دوري كرة القدم الماليزيي الممتاز 2 1999
دوري كرة القدم الماليزي الممتاز 2 1999 هو موسم من دوري كرة القدم الماليزي الممتاز ‏. فاز فيه نادي جوهر درول تقسيم 2.